# シスレニア共和国

シスレニア共和国
Cisrhenanische Republik (ドイツ語)
République cisrhénane (フランス語)

1797年のシスレニア共和国

| 先代 | 次代               |
| --- | ------------------ |
| ケルン大司教領 マインツ大司教領 トリーア大司教領 プファルツ選帝侯領 クレーフェ公国 ユーリヒ公国 アーヘン自由市 | フランス第一共和政 |
シスレニア共和国（独: Cisrhenanische Republik 仏: République cisrhénane）は、ライン川西岸に存在した姉妹共和国である。「シス・レニア」とは「ライン川のこちら側の地域」を意味する。
バーゼルの和約でプロイセン王国はフランスのラインラント併合を認めた。それとともにケルン、マインツ、トリーアの各大司教領とプファルツ選帝侯領、ユーリヒ公国、クレーフェ公国、アーヘン自由市は統合され、シスレニア共和国が成立した。カンポ・フォルミオ条約で共和国の領土はフランス領になることとなった。1798年、共和国の領土はルール県、ラン＝エ＝モゼル県、サール県、モン＝トネール県として分割されフランスの行政区画に組み入れられることとなり、1802年9月23日に正式にフランス帝国に併合された。